# Pterolophia idoneoides
Pterolophia idoneoides là một loài bọ cánh cứng trong họ Cerambycidae.